# Phaeoacremonium inflatipes
Phaeoacremonium inflatipes är en svampart som beskrevs av W. Gams, Crous & M.J. Wingf. 1996. Phaeoacremonium inflatipes ingår i släktet Phaeoacremonium och familjen Togniniaceae.   Inga underarter finns listade i Catalogue of Life.